# 28394 Mittag-Leffler
28394 Mittag-Leffler (1999 RY36) là một tiểu hành tinh vành đai chính được phát hiện ngày 13 tháng 9 năm 1999 bởi P. G. Comba ở Prescott.